# Roma
|  | Per a altres significats, vegeu «Roma (desambiguació)». |

Roma és la capital i la ciutat més gran i més poblada d'Itàlia, de la regió del Laci i de la ciutat metropolitana homònima. El 2022 tenia 2.758.454 habitants, cosa que en fa la tercera ciutat de la Unió Europea. Així mateix, amb una superfície de 1.287,36 km², és el municipi més extens d'Itàlia i de tota la Unió Europea i el cinquè més extens del continent, després de Moscou, Istanbul, Londres i Sant Petersburg. A més a més, és el municipi europeu amb més hectàrees d'espais verds.
És a la riba del Tíber, a 22 km de la mar Mediterrània. De vegades se l'anomena la «ciutat eterna» o «ciutat dels set turons» (Aventí, Capitoli, Celi, Esquilí, Palatí, Quirinal i Viminal). És la tercera ciutat més poblada de la Unió Europea. Ocupa una superfície de 1.287,36 km², la més extensa de tot el país i es troba entre les ciutats de més extensió territorial.
Com a capital de la cristiandat, Roma inclou en el seu si la Ciutat del Vaticà, enclavament extraterritorial que inclou la basílica de Sant Pere, així com altres edificis romans. La capital italiana és, per tant, l'única ciutat del món que hostatja un altre estat. A més, és la seu central de l'Organització de les Nacions Unides per a l'Agricultura i l'Alimentació (més coneguda per les seves sigles en anglès, FAO).
Segons la mitologia romana, Roma deu el nom al seu fundador, Ròmul. La data mítica de la seva fundació és el 753 aC, punt de partida del calendari romà, que compta ab urbe condita ('des de la fundació de la ciutat'). Aquesta data està confirmada per l'arqueologia i, actualment, els historiadors consideren que efectivament en aquesta data es va dur a terme un reagrupament de diverses tribus a partir del qual es va fundar un primitiu centre urbà. Des d'aquesta ciutat es van estendre els romans i van formar el seu imperi. El centre històric de Roma forma part del Patrimoni Mundial de la Humanitat de la UNESCO.

## Geografia, clima i població

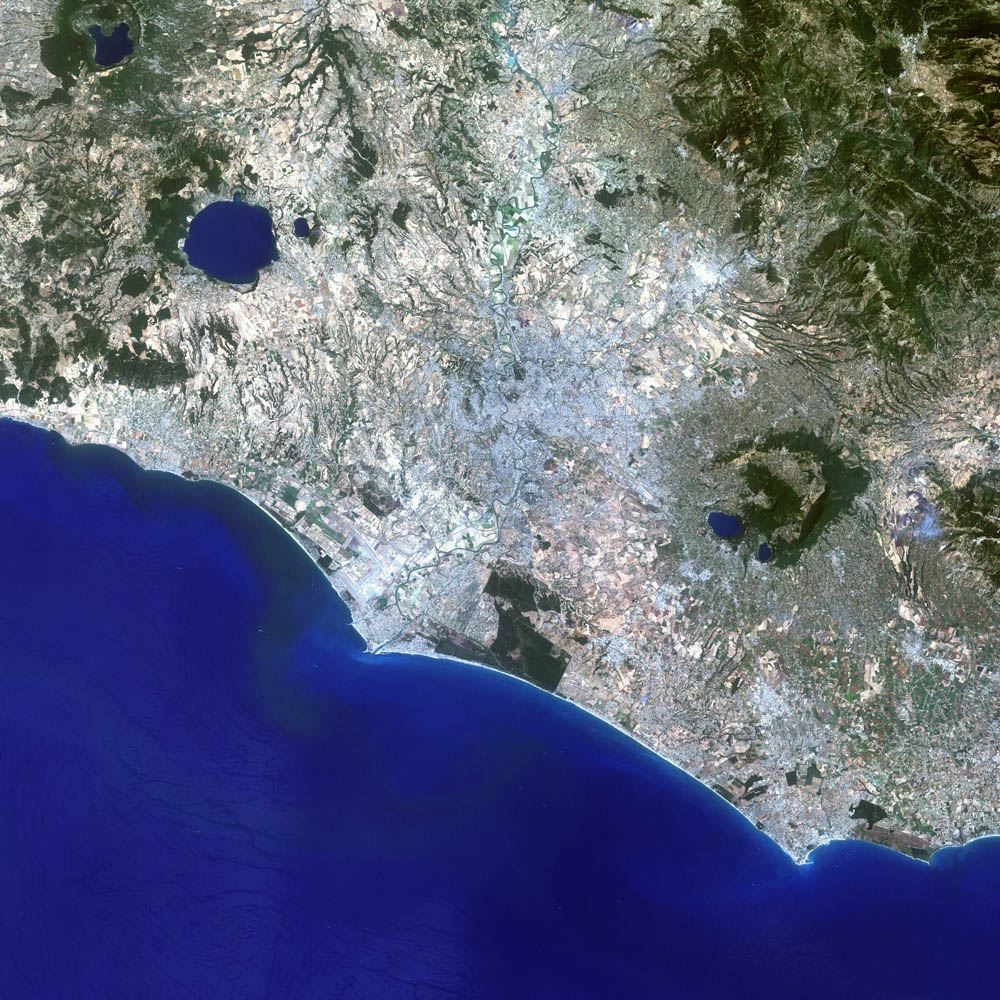
Roma vista des de satèl·lit.

### Geografia
Roma es troba a la regió central d'Itàlia, al Laci, amb els afluents dels rius Aniene i Tíber. El nucli central de la ciutat es troba a 24 km de la mar Tirrena. L'altitud de Roma comprèn des dels 13 msnm en el punt més baix (a la Piazza del Popolo) fins als 120 msnm a la Muntanya Mario.

### Clima
Roma té un clima mediterrani característic de les costes d'Itàlia. El clima és confortable d'abril a juny i de mitjan setembre a octubre, on està l'ottobrata (es pot traduir com el bonic dia d'octubre en català) conegut per dies assolellats i càlids. A l'agost, la temperatura mitjana és de 32 °C. Tradicionalment, molts negocis romans tanquen durant agost, però no tots surten de la ciutat, ja que en aquest temps d'estiu és quan arriben més turistes.

| Dades climàtiques a Rome Ciampino Airport (altitude: 105 m sl, 13 km (8 mi) south-east from Colosseum satellite view) | Dades climàtiques a Rome Ciampino Airport (altitude: 105 m sl, 13 km (8 mi) south-east from Colosseum satellite view) | Dades climàtiques a Rome Ciampino Airport (altitude: 105 m sl, 13 km (8 mi) south-east from Colosseum satellite view) | Dades climàtiques a Rome Ciampino Airport (altitude: 105 m sl, 13 km (8 mi) south-east from Colosseum satellite view) | Dades climàtiques a Rome Ciampino Airport (altitude: 105 m sl, 13 km (8 mi) south-east from Colosseum satellite view) | Dades climàtiques a Rome Ciampino Airport (altitude: 105 m sl, 13 km (8 mi) south-east from Colosseum satellite view) | Dades climàtiques a Rome Ciampino Airport (altitude: 105 m sl, 13 km (8 mi) south-east from Colosseum satellite view) | Dades climàtiques a Rome Ciampino Airport (altitude: 105 m sl, 13 km (8 mi) south-east from Colosseum satellite view) | Dades climàtiques a Rome Ciampino Airport (altitude: 105 m sl, 13 km (8 mi) south-east from Colosseum satellite view) | Dades climàtiques a Rome Ciampino Airport (altitude: 105 m sl, 13 km (8 mi) south-east from Colosseum satellite view) | Dades climàtiques a Rome Ciampino Airport (altitude: 105 m sl, 13 km (8 mi) south-east from Colosseum satellite view) | Dades climàtiques a Rome Ciampino Airport (altitude: 105 m sl, 13 km (8 mi) south-east from Colosseum satellite view) | Dades climàtiques a Rome Ciampino Airport (altitude: 105 m sl, 13 km (8 mi) south-east from Colosseum satellite view) | Dades climàtiques a Rome Ciampino Airport (altitude: 105 m sl, 13 km (8 mi) south-east from Colosseum satellite view) |
| Mes | gen | febr | març | abr | maig | juny | jul | ag | set | oct | nov | des | anual |
| --- | --- | --- | --- | --- | --- | --- | --- | --- | --- | --- | --- | --- | --- |
| Màxima mitjana °C (°F)                                                                                                | 11.9 (53.4) | 13.0 (55.4) | 15.2 (59.4) | 17.7 (63.9) | 22.8 (73) | 26.9 (80.4) | 30.3 (86.5) | 30.6 (87.1) | 26.5 (79.7) | 21.4 (70.5) | 15.9 (60.6) | 12.6 (54.7) | 20.4 (68.7) |
| Mitjana diària °C (°F)                                                                                                | 7.5 (45.5) | 8.2 (46.8) | 10.2 (50.4) | 12.6 (54.7) | 17.2 (63) | 21.1 (70) | 24.1 (75.4) | 24.5 (76.1) | 20.8 (69.4) | 16.4 (61.5) | 11.4 (52.5) | 8.4 (47.1) | 15.2 (59.4) |
| Mínima mitjana °C (°F)                                                                                                | 3.1 (37.6) | 3.5 (38.3) | 5.2 (41.4) | 7.5 (45.5) | 11.6 (52.9) | 15.3 (59.5) | 18.0 (64.4) | 18.3 (64.9) | 15.2 (59.4) | 11.3 (52.3) | 6.9 (44.4) | 4.2 (39.6) | 10.0 (50) |
| Precipitació mitjana mm (polzades)                                                                                    | 66.9 (2.634) | 73.3 (2.886) | 57.8 (2.276) | 80.5 (3.169) | 52.8 (2.079) | 34.0 (1.339) | 19.2 (0.756) | 36.8 (1.449) | 73.3 (2.886) | 113.3 (4.461) | 115.4 (4.543) | 81.0 (3.189) | 804.3 (31.665) |
| Mitjana de dies de precipitació (≥ 1 mm)                                                                              | 7.0 | 7.6 | 7.6 | 9.2 | 6.2 | 4.3 | 2.1 | 3.3 | 6.2 | 8.2 | 9.7 | 8.0 | 79.4 |
| Mitjana mensual d'hores de sol                                                                                        | 120.9 | 132.8 | 167.4 | 201.0 | 263.5 | 285.0 | 331.7 | 297.6 | 237.0 | 195.3 | 129.0 | 111.6 | 2.472,8 |
| Font: Servizio Meteorologico, data of sunshine hours                                                                  | | | | | | | | | | | | | |

### Població
La població total de Roma al 2017 era de 2.873.494 habitants.

## Govern

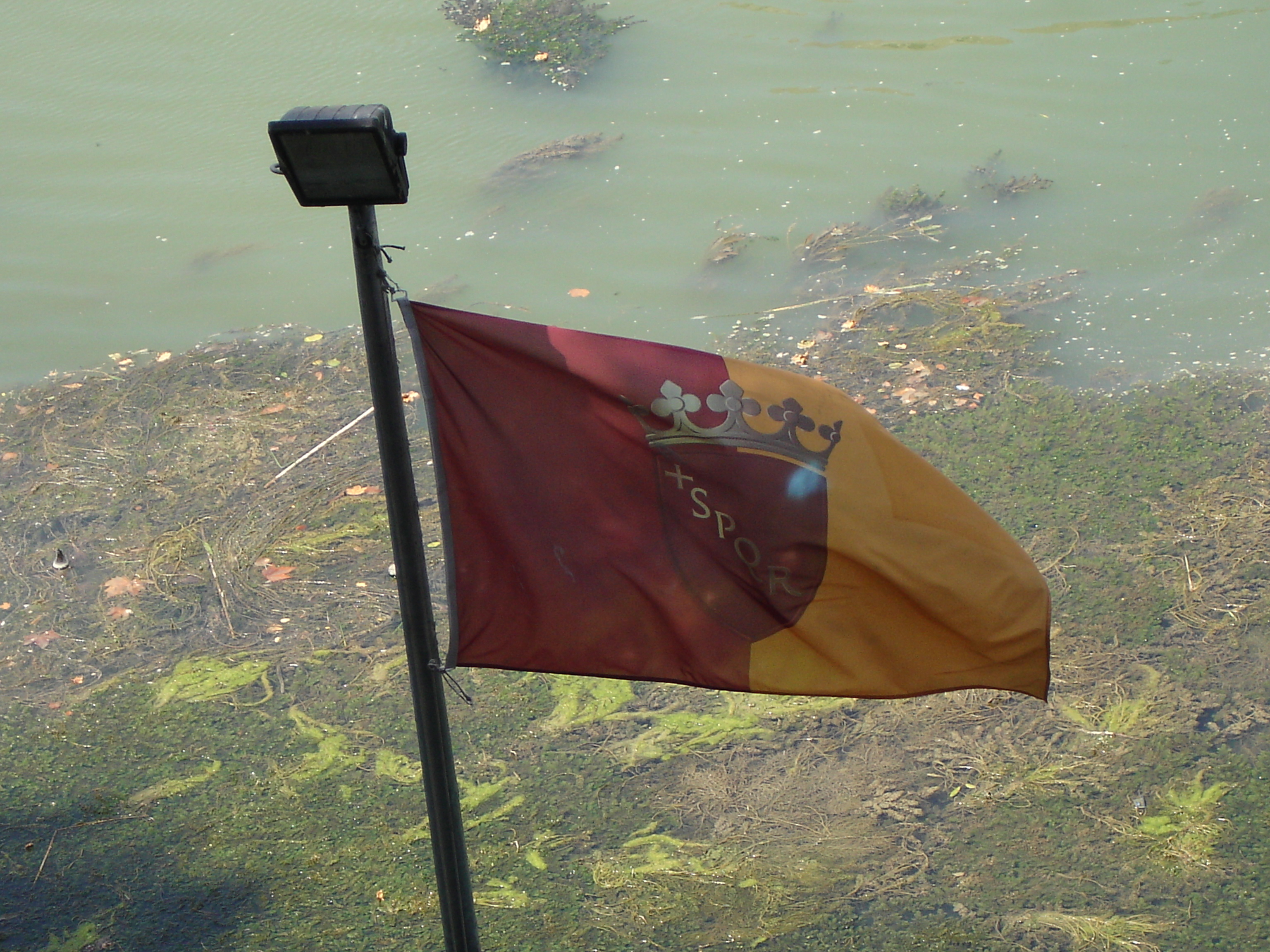
Bandera de Roma

Districtes de Roma

Roma és un dels 8.101 ajuntaments (communi) d'Itàlia, encara que el més gran tant per extensió com població. És governat per un Consell Municipal i un Alcalde. La seu del commune és dins en el turó del Capitoli l'històric seient de govern en Roma. L'administració local a Roma és generalment referida com a «Campidoglio», el nom del turó en dialecte romà. Des del 2013 la ciutat està regida per un estatut propi que en regula l'administració.

### Nacional
Roma és la capital d'Itàlia i és la seu del Govern italià. Les residències oficials del President de la República Italiana i el primer ministre italià, els escons de les dues cambres del Parlament italià i la Cort Constitucional d'Itàlia es troben al nucli històric. Si bé els ministeris d'estat s'estenen per la ciutat, entre els quals figuren el Ministeri de Relacions Exteriors, que es troba al Palazzo della Farnesina, prop de l'Estadi Olímpic.
Des del 2013 Roma està dividida en 15 districtes (en italià municipio) amb capacitat de gestió i autonomia financera i són escollits directament pels ciutadans. Fins al 1972 la ciutat estava dividida en 20 districtes, però el 1992 es reduí a 19 quan l'aleshores municipio XIV que comprenia Fiumicino es convertí en votació popular en comuna independent i separada de la capital.

## Història
Roma ha tingut un paper central a Itàlia i a Europa durant la seva gairebé trimil·lenària història.

### Des de la fundació a l'Imperi

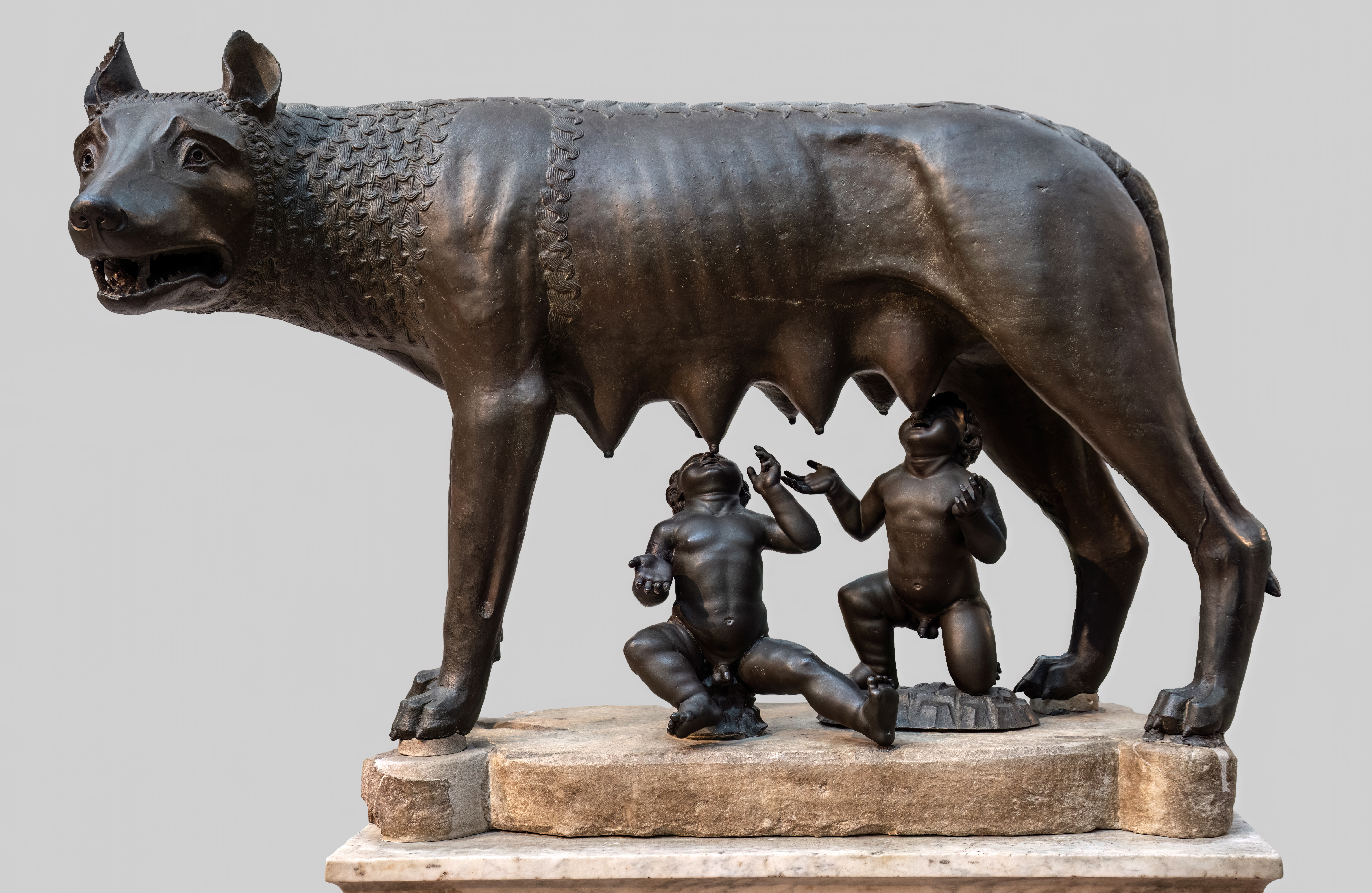
La Lloba Capitolina dona el pit a Ròmul i Rem.

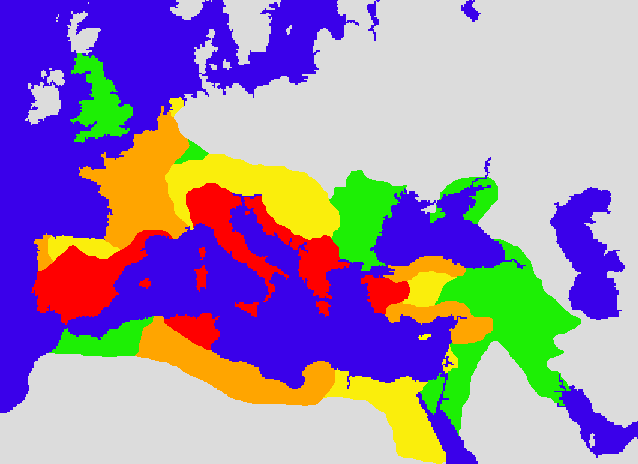
Mapa de l'Imperi Romà l'any 133 aC (vermell), 44 aC (taronja), 14 dC (groc) i 117 dC (verd).

Segons la tradició, Roma fou fundada el 21 d'abril del 753 aC per Ròmul i Rem. Evidències arqueològiques donen suport a la idea que Roma creixé d'assentaments de pastors al turó Palatí construïts a l'àrea del futur Fòrum Romà. Els primers assentaments es remunten al segle x aC. Aquesta data de fundació a mitjans del segle viii aC, malgrat tot, no està exempta de controvèrsia. Aquest assentament original es desenvolupà en la capital del Regne de Roma (governat per una successió de set reis, segons la tradició), i posteriorment en la República Romana (del 510 aC, governat pel senat romà), i finalment en l'Imperi Romà (del 27 aC, dirigit per l'Emperador Romà). L'èxit de la ciutat es basà en la conquesta militar i el domini del comerç, així com de l'assimilació de les civilitzacions que l'envoltaven, com la civilització etrusca i l'antiga Grècia. Des de la seva fundació, malgrat perdre algunes batalles ocasionals, no va perdre cap guerra fins a l'any 387 aC, quan fou breument ocupada pels gals encapçalats per Brennus després de la batalla de l'Àl·lia. Segons la llegenda, els gals oferiren retornar Roma a la seva gent per una quantitat d'or, però els romans refusaren i preferiren recuperar la ciutat per la força de les armes, abans d'admetre la derrota, aconseguint recuperar-la el mateix any.
El domini romà s'expandí per gran part d'Europa i les costes del Mar Mediterrani, i la població de la ciutat superà el milió d'habitants. Durant alguns segles, Roma fou la ciutat més important políticament, més rica i més gran del món occidental. Fou anomenada Caput Mundi, és a dir, la capital del món aleshores conegut. El Gran incendi de Roma es va produir la nit entre el 18 i el 19 de juliol de 64, quan Neró era emperador a la zona del Circ Màxim estenent-se ràpidament i durant cinc dies i mig estenent-se per la major part de la ciutat. Un incendi arrasà bona part de Roma en 191 i es convertí en pretext per a l'intent de Còmmode de refundar la religió a l'antiga Roma. Amb el declivi de l'imperi i la seva partició, la ciutat perdé el seu estatus polític en favor de Milà i més tard Ravenna, i fou sobrepassada en prestigi per la capital de l'Imperi Romà d'Orient, Constantinoble.

### Caiguda de l'Imperi Romà d'Occident i edat mitjana

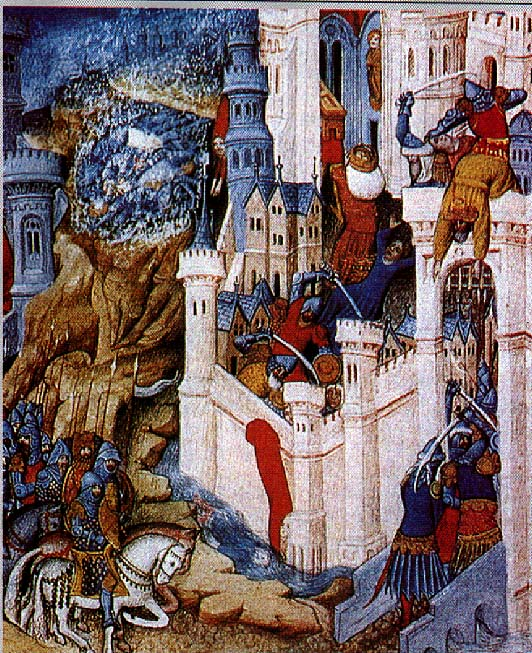
Miniatura del mostrant el saqueig de Roma de l'any 410.

Durant el regnat de Constantí I, el bisbe de la diòcesi de Roma guanyà importància política i religiosa, convertint-se en el centre de l'Església Catòlica. Després del saqueig de Roma del 410 dC per Alaric I i la Caiguda de l'Imperi Romà d'Occident el 476 dC, Roma alternà el sotmetiment al domini de l'Imperi Romà d'Orient i dels pobles germànics. La seva població declinà a poc més de 20.000 habitants durant l'alta edat mitjana. Roma formà part de l'Imperi Romà d'Orient fins a l'any 751, quan els longobards aboliren l'Exarcat de Ravenna.
El 756, Pipí el Breu donà al papa jurisdicció sobre Roma i els seus voltants, creant els Estats Pontificis. El 846, els àrabs musulmans envaïren Roma i saquejaren la Basílica de Sant Pere. Els geògrafs àrabs li donaven el nom de Rümiya, Rüma o bé Al-Rumiyya. Roma fou un gran centre de pelegrinatge durant l'edat mitjana i focus de contínues disputes entre el papat i el Sacre Imperi Romanogermànic, començant per Carlemany, qui fou coronat primer emperador a Roma el 800 pel Papa Lleó III. Roma mantingué el seu estatut de capital papal i «ciutat santa» durant segles, àdhuc quan el papat fou traslladat breument a Avinyó (1309–1377).

### Renaixement

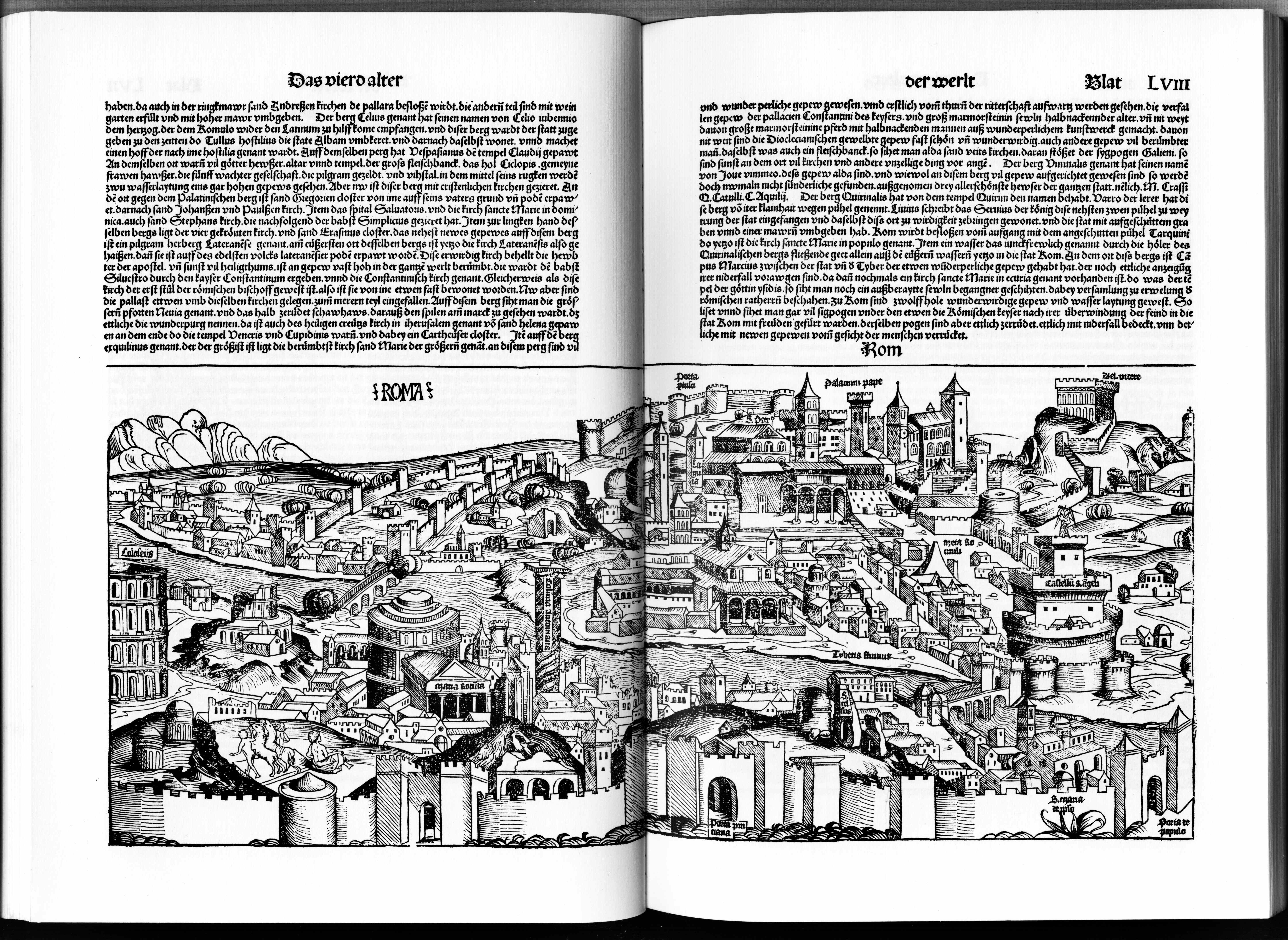
Vista de Roma en el 1493 de Hartmann Schedel.

La segona meitat del segle xv veié com el Renaixement italià passà de Florència a Roma. El papat intentà igualar i sobrepassar la grandesa d'altres ciutats italianes creant cada cop més esglésies, ponts, i espais públics, com la nova Basílica de Sant Pere, la Capella Sixtina, el Ponte Sisto (primer pont construït a través del Tiber des de l'antiguitat), i la Piazza Navona. Els Papes es convertiren en mecenes d'art i patrocinaren artistes com Michelangelo, Perugino, Raphael, Ghirlandaio, Luca Signorelli, Botticelli, i Cosimo Rosselli.
D'altra banda, aquest període es caracteritzà per la gran corrupció papal, portant al nepotisme i la simonia. Aquesta corrupció portà en part a la Reforma Protestant i a la consegüent Contrareforma.

### Cap a la reunificació italiana
Itàlia caigué en l'agitació nacionalista del segle xix. Roma romangué com a capital dels Estats Pontificis fins a la seva annexió al Regne d'Itàlia el 1870. L'any 1861, Roma fou proclamada capital d'Itàlia, tot i estar encara sota el control del Papa, el qual estava sota la protecció francesa. Durant un parèntesi de la Guerra francoprussiana, el 1870 les tropes italianes assoliren capturar Roma.

### Alseglexx
Després de la victoriosa Primera Guerra Mundial, Roma veié el creixement del feixisme italià guiat per Benito Mussolini, qui marxà sobre la ciutat el 1922, declarant un nou imperi i aliant-se amb l'Alemanya nazi. Fou un període de ràpid creixement de població, des dels 212.000 habitants en el moment de la unificació fins al milió. Però la Segona Guerra Mundial significà un greu entrebanc, amb els bombardeigs de la ciutat per les forces aliades i l'ocupació nazi. Després de l'execució de Mussolini en finalitzar la guerra i el referèndum de 1946, la monarquia fou abolida en favor de la República Italiana.
Després del miracle econòmic italià de la postguerra, Roma es convertí en una ciutat de moda durant els anys 50 i 60 (els anys de la dolce vita), i la seva població augmentà fins als 2.800.000 cap als anys 80.

## Arqueologia

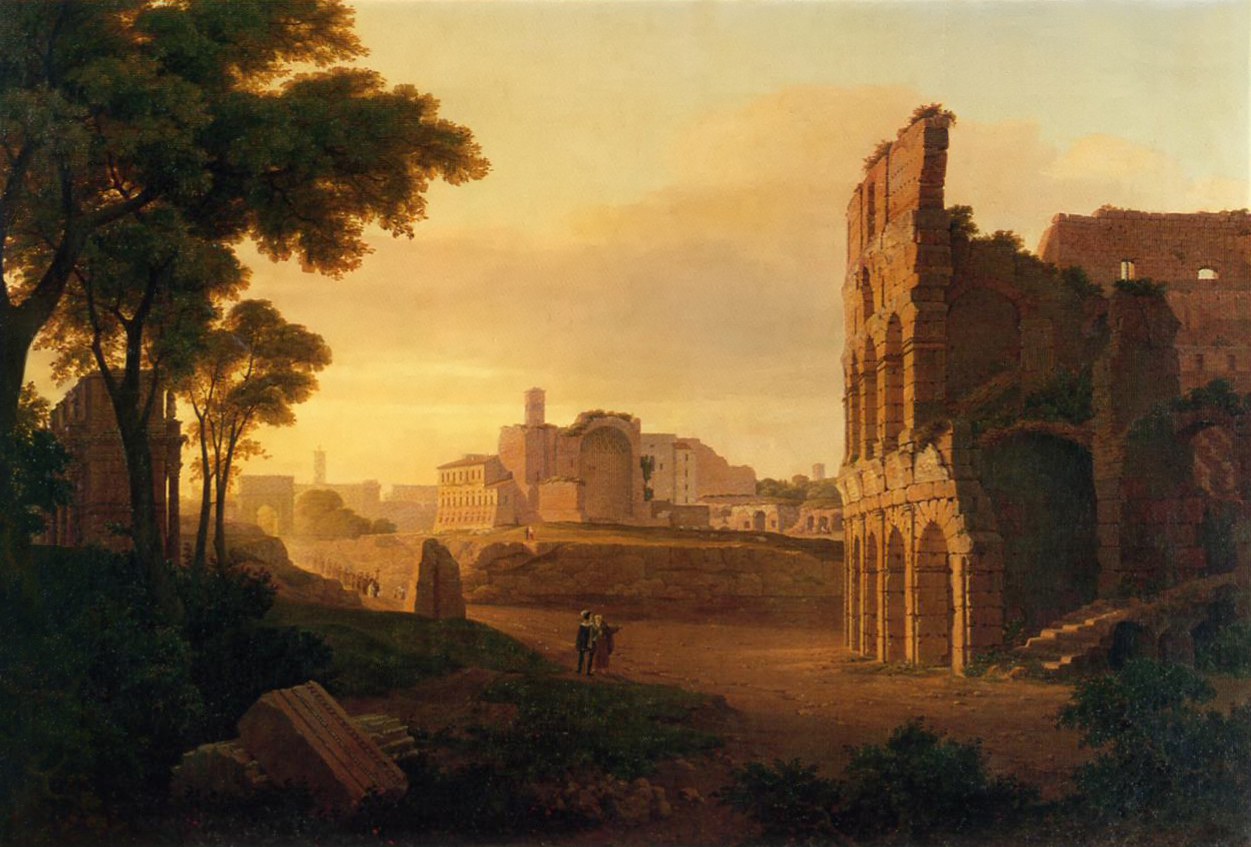
Fòrum romà i Colosseu en el 1835.

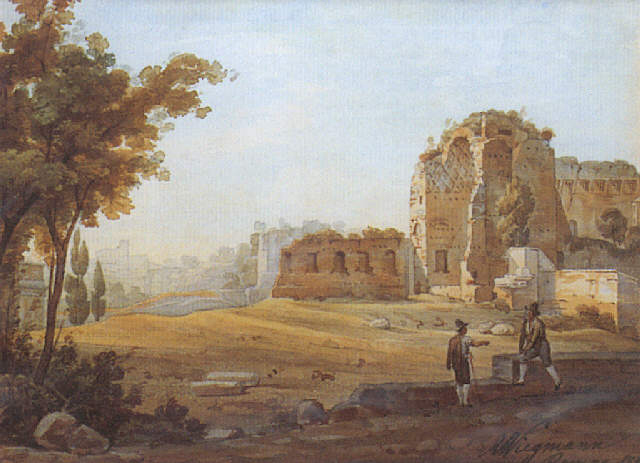
Fòrum Romà en el 1834.

A diferència d'Herculà o Pompeia on les restes arqueològiques van quedar embolcallades per materials volcànics, a Roma aquests vestigis van quedar exposats al quefer diari de la ciutat. Durant el Renaixement ja existia un afany per explorar els monuments antics, però les recerques es feien de maneres que no facilitarien la feina dels historiadors. Les restes de l'antiga capital havien quedat, en bona part, soterrades per capes de runes; el Fòrum Romà, per exemple, es trobava deu metres per sota el Campo Vaccino. A excepció dels patronatges de Pius II i Lleó X, que encarregà Rafael l'inventariat i preservació dels grans monuments de l'antiguitat clàssica, aquestes construccions havien sofert, inclús per representants de l'humanisme, tota mena de destruccions i espolis a fi de promoure reformes urbanístiques. Antiquaris italians, com Pirro Ligorio (1510-1583) que excavà la vil·la Adriana, formularen hipòtesis topogràfiques errònies. Les troballes de Pompeia i Herculà a mitjans del segle xviii incitarien les excavacions a Roma, que es començaren a efectuar per aquelles parts que no havien quedat totalment sepultades sota noves construccions, malgrat que normalment els projectes mancarien de professionalitat.
El 1719, el príncep austríac Elbeuf excavà a Herculà i, malgrat fer-ho amb la finalitat d'apoderar-se d'objectes preuats per a ell mateix, dona a conèixer un moment històric petrificat en el temps, fet que avivà l'interès pel passat d'alguns estudiosos. Ja d'antuvi s'havia manifestat aquest interès, però les restes de supervivents a Roma havien quedat descontextualitzades, cosa que no en facilitava la comprensió. Les «càpsules» trobades a Herculà començaren a fer més entenedors alguns aspectes socials de l'edat antiga, en uns temps on les conclusions respecte a intel·lectuals, fins i tot de la talla de Montesquieu, eren sovint errònies. Durant la Il·lustració l'atractiu històric dels «revolucionaris» sobre l'antiguitat romana es focalitzava en els seus començaments i en els principis de la República, mentre la majoria de monuments que romanien eren d'època imperial, i això ocasionava malentesos als estudiosos al no ser-ne conscients. Per exemple, sense adonar-se que la civilització romana havia avançat molt en els segles que van dels seus orígens al temps de l'emperador Trajà, Jacques-Louis David prenia com a models pels seus personatges d'aquelles primeres èpoques les indumentàries representades en la columna de Trajà, molt posteriors.
L'ambaixador suec Von Frendenheim va fer les primeres excavacions amb un plantejament racional. Tot seguit, Carlos Fea, com a Delegat d'Antiguitats del Primer Imperi Francès, que va començar per la neteja de l'Arc de Septimi Sever el 1803, i altres arqueòlegs del règim napoleònic, van dur a terme els primers treballs amb caràcter oficial que evidenciaren la manca de coherència d'hipòtesis anteriors. S'emprengueren excavacions regulades al Fòrum Romà i al Palatí. Pius VII ordenà una actuació planificada per recuperar el fòrum, continuada per Lleó XII, que restituí els temples de La Concòrdia –també anomenat de Càstor i Pòl·lux–, de Vesta i de Saturn.

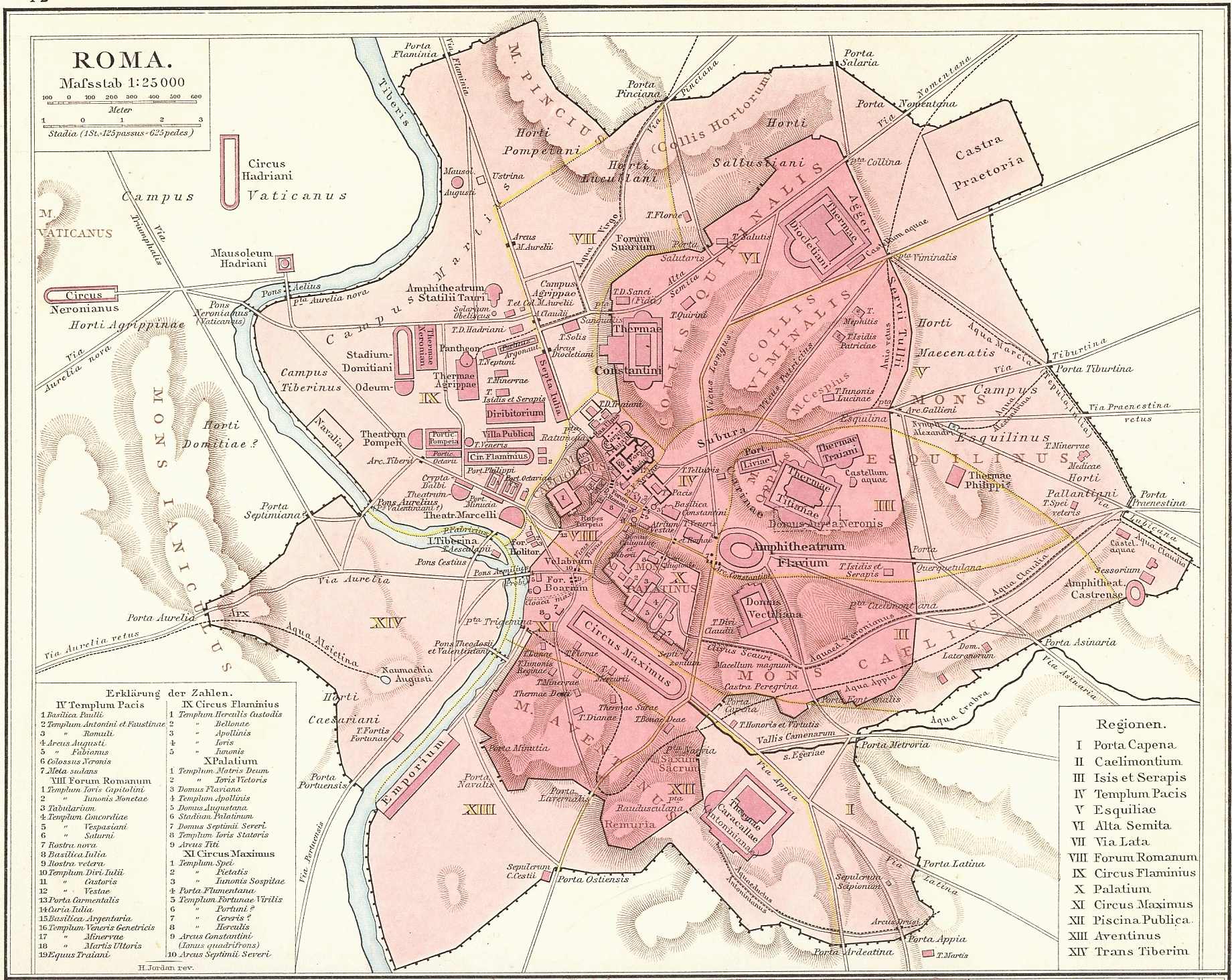
Plànol de monuments de 1886.

Entre 1835 i 1854 les feines s'alentiren. Durant el segle xix, a diferència d'altres disciplines de ciències i d'humanitats, l'arqueologia no experimentà avenços significatius. Contràriament, i gràcies als treballs arqueològics, durant el segle xix la Història va conèixer un desenvolupament sense precedents gràcies a la troballa de gran nombre d'epigrafies. D'altra banda, mentre al Pròxim Orient i a Egipte es donava una importància de primer ordre a qualsevol de les tombes descobertes, en 1885 es va trobar, a Porta Pia, un hipogeu de membres de la família Calpurni-Pisó amb deu sarcòfags esculpits dels quals només dos van romandre a Roma, en el museu de les Termes, mentre la resta passà a col·leccions particulars sense ser ni tan sols publicada la seva existència –fet produït la dècada dels 40 del segle xx quan canviaren de propietari.
El 1854, Napoleó III compra la part del turó Palatí on s'ubicaren les residències dels cèsars i encomana l'estudi a Pietro Rosa. Després del Risorgimento, l'Administració italiana encarrega Rosa els treballs del Fòrum i el Palatí. Fiorelli, cap de les excavacions napolitanes de 1861 a 1876, va implementar la innovació tècnica de l'estratigrafia en les seves recerques, tècnica que s'adaptaria ràpidament a Roma. Cap al final del segle, R. Lanciani, cap de les Antiguitats de Roma, prossegueix les excavacions i, paral·lelament, es dedica a recopilar totes les troballes fortuïtes ocorregudes a tota la ciutat, fet que facilità enormement la lectura topogràfica de la capital imperial; posteriorment, P. Bigot va interpretar aquestes dades en un plànol en relleu.

## Monuments romans
Roma, per la seva història i la seva situació entremig de turons, és molt rica en monuments, museus i vistes panoràmiques. A més, és la ciutat més visitada del món, amb uns 12 milions de turistes l'any. Vet aquí alguns dels monuments i museus més coneguts:

### Roma antiga
- l'Arc de Constantí.
- l'Arc de Titus.
- El Coliseu.

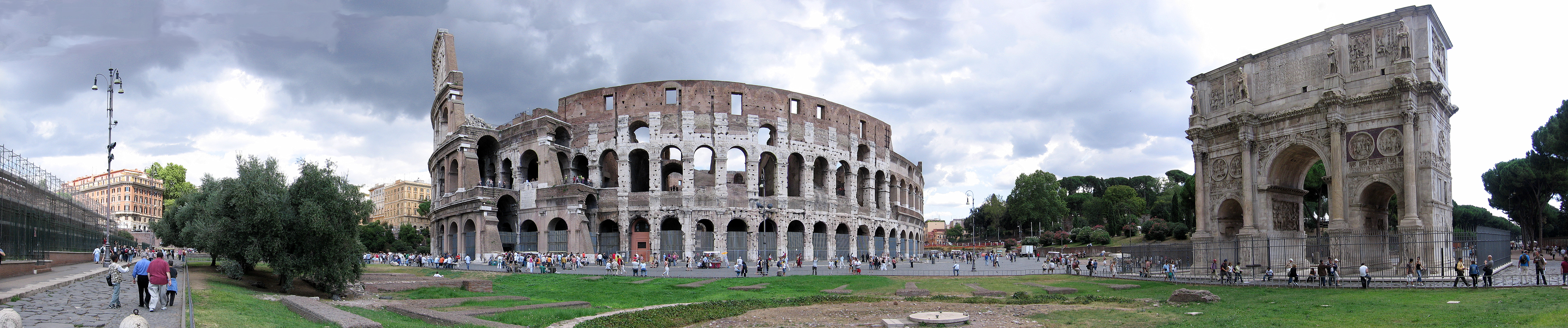
El Coliseu i l'Arc de Constantí

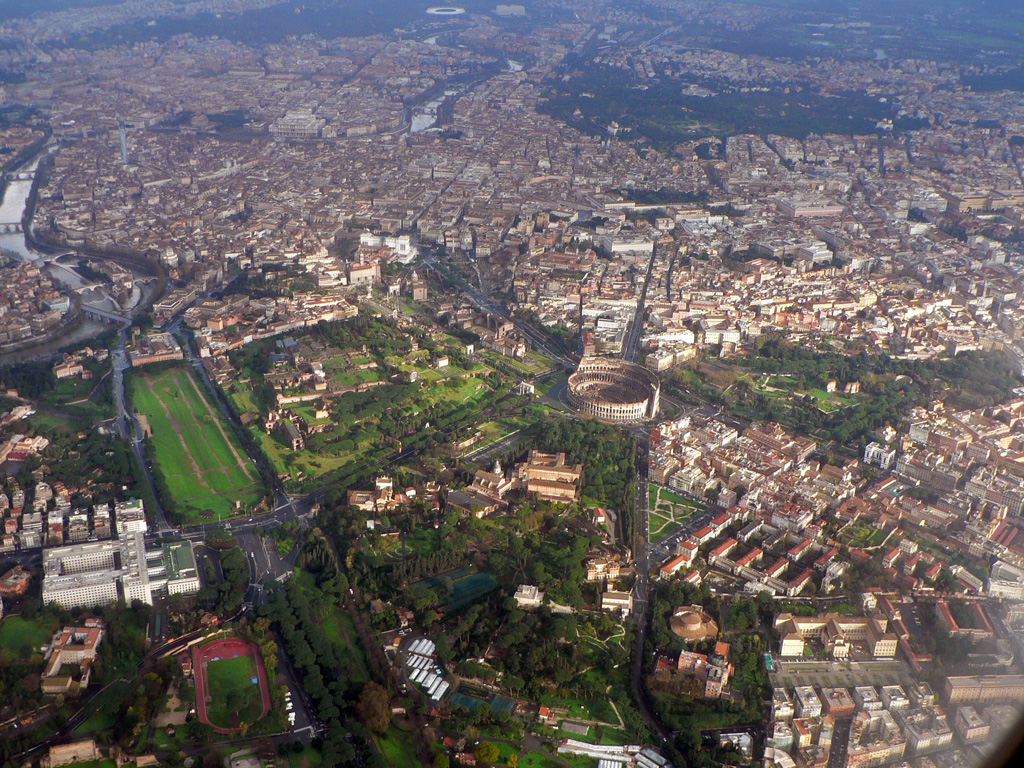
Vista aèria de Roma

Coliseu

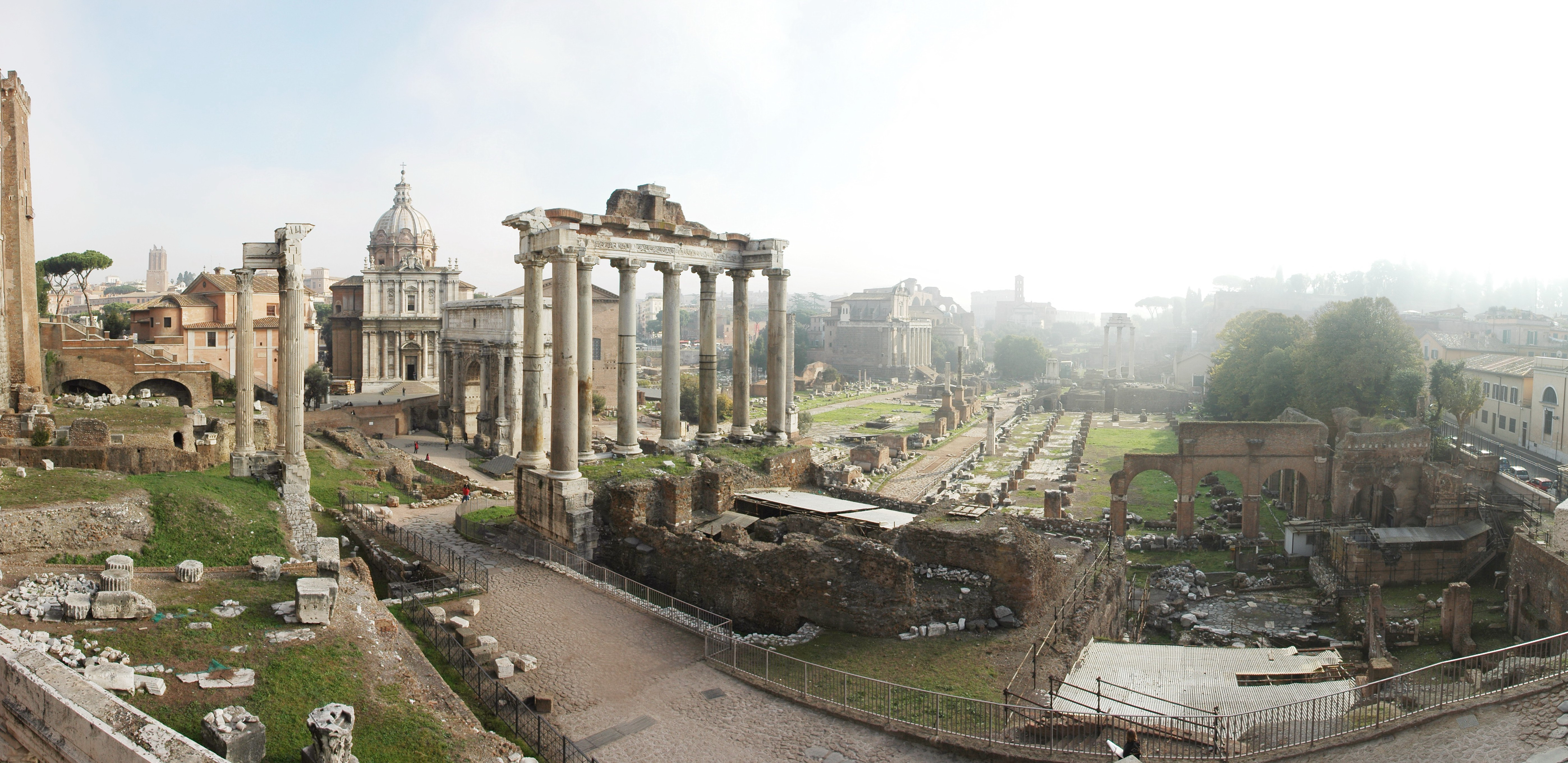
Fòrum Romà

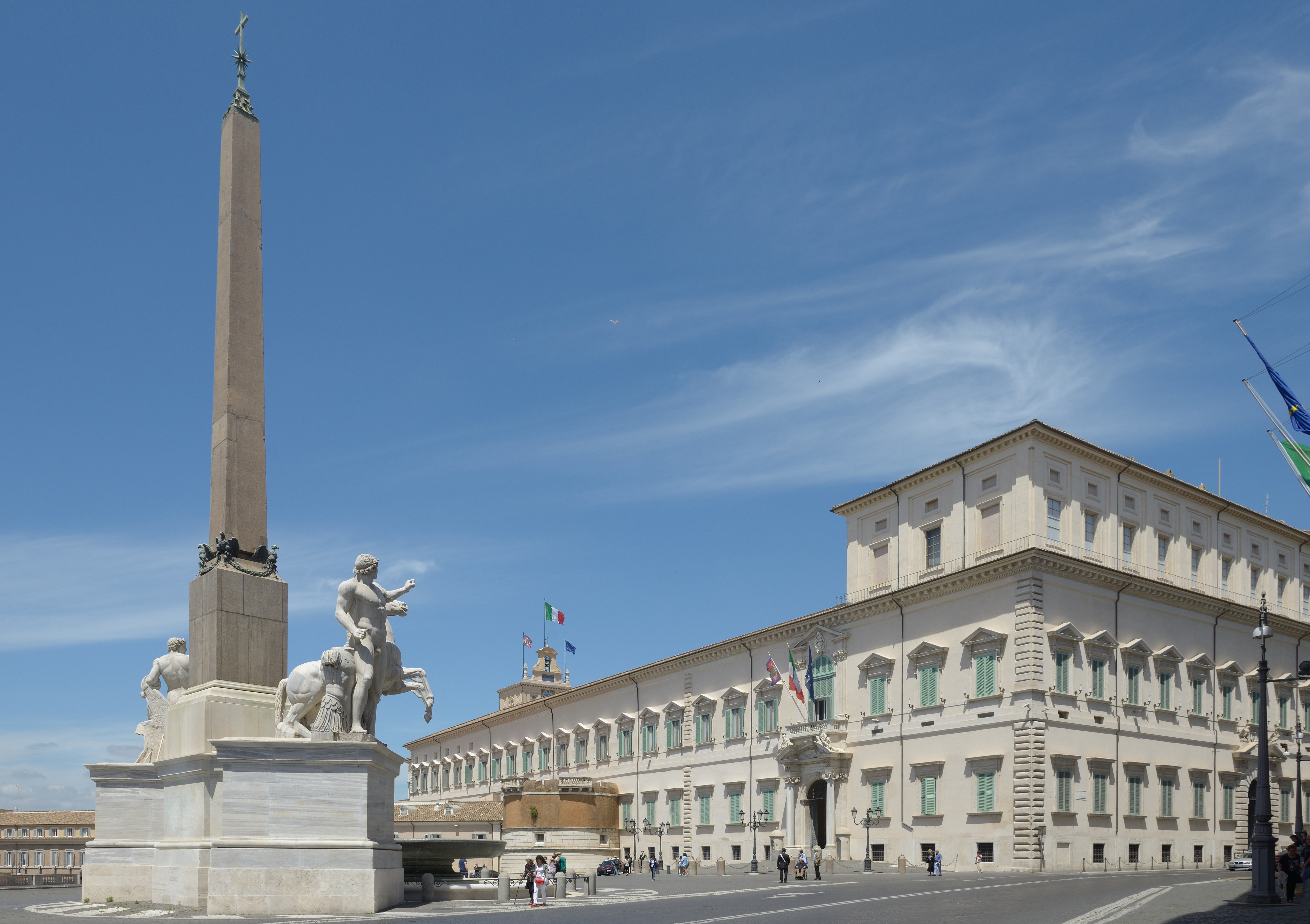
El Palau Quirinal

- El Fòrum Romà i els Fòrums Imperials.
- El Capitoli i els Museus Capitolins.
- Les termes: Termes de Caracal·la, Termes de Dioclecià.
- El Panteó de Roma.
- L'Ara Pacis Augustae.
- Les catacumbes.
  - Alguns llocs de la Roma clàssica:
- Mons Capitolinus.
- Mons Palatinus.
- Mons Aventinus.
- Mons Caelius.
- Mons Esquilinus.
- Collis Viminalis.
- Collis Quirinalis.
- Collis Hortorum (o Mons Pincius).
- Mons Ianiculus.
- Velia.
- Germalus.
- Oppits.
- Cispius.
- Tiberis Fluvium.
- Prata Quinctia.
- Prata Flaminia.
- Subura.
- Carinae.
- Caeroliensis.
- Velabrum.
- Forum Boarium.
- Vallis Murcia.
- Aqüeductes de l'antiga Roma.

### Roma paleocristiana

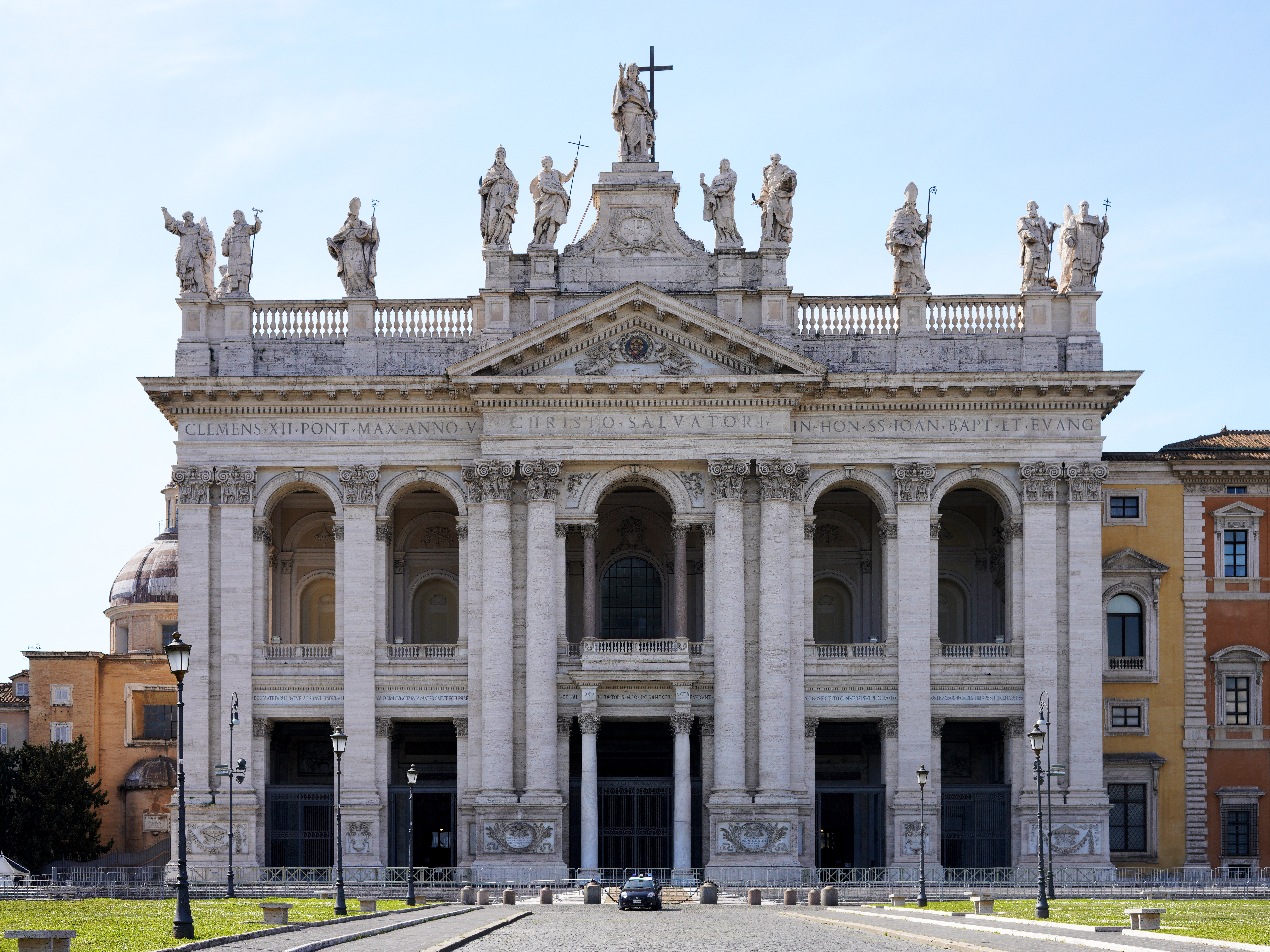
Basílica de Sant Joan del Laterà, la catedral de Roma.

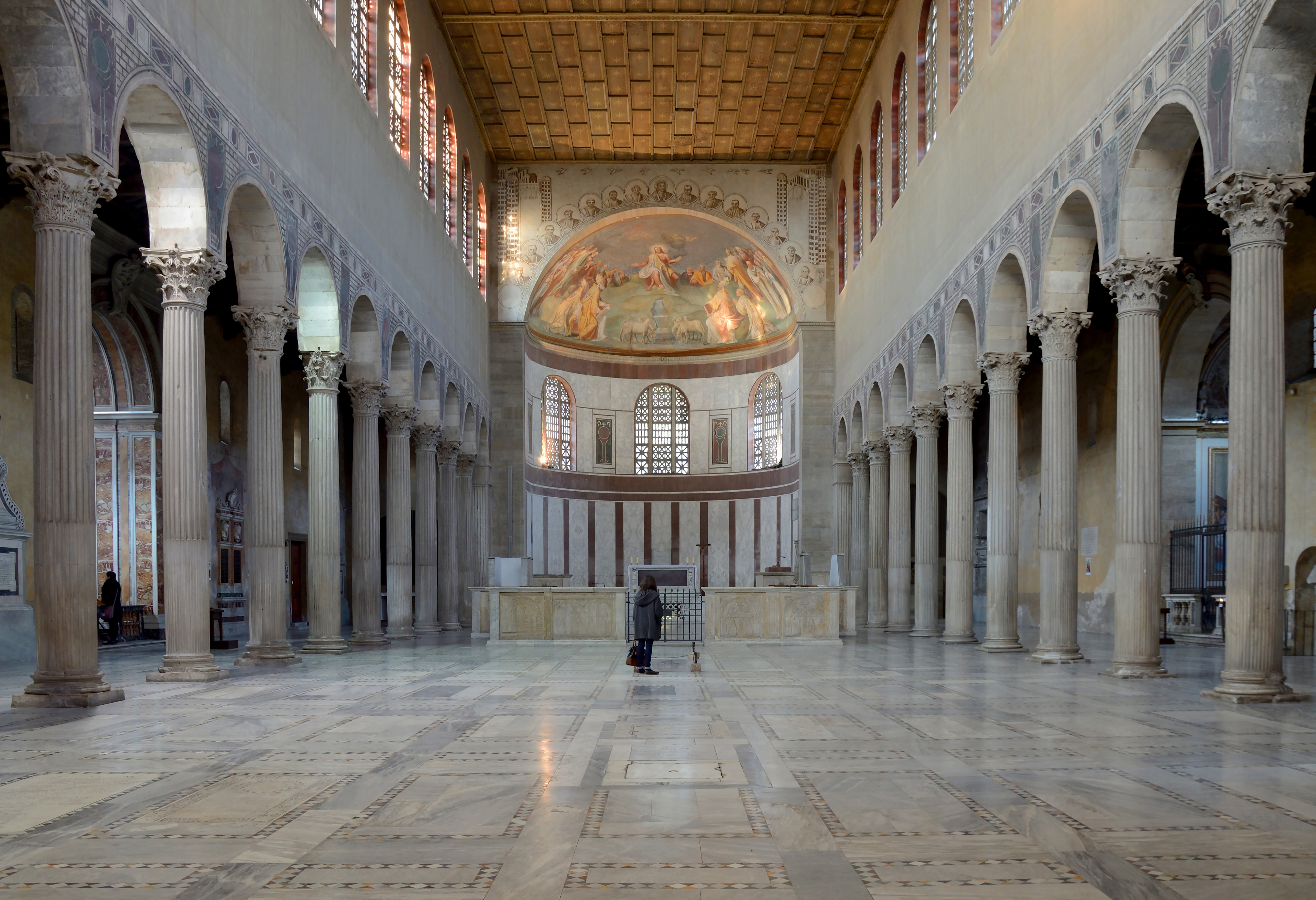
Basílica de Santa Sabina, a l'Aventí.

- Basílica de Sant Joan del Laterà.
- Basílica de Sant Pere.
- Basílica de Sant Pau Extramurs.
- Basílica de Santa Maria la Major.
- Catacumba de Sant Calixt.
- Catacumbes de Sant Sebastià.
- Basílica de Santa Sabina.
- Catacumbes de Priscil·la.

### Roma medieval
- Les esglésies: Santa Maria in Trastevere, Santa Maria sopra Minerva.

### Roma renaixentista
- Les places: Piazza del Campidoglio.
- Els palaus: Palau Farnese, Palau Massimo alle Terme.

### Roma barroca

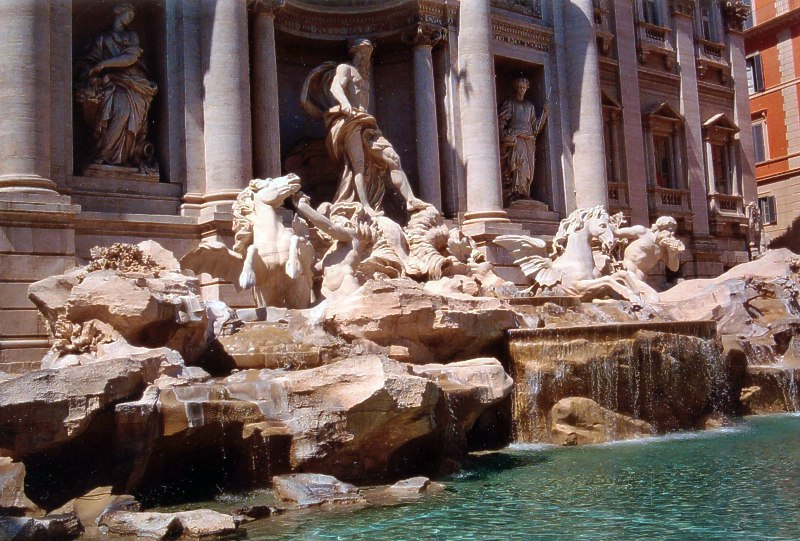
La Fontana di Trevi

- Les places: la Piazza Navona, la Piazza del Popolo
- Els museus: Galeria Borghese, Galeria Doria-Pamphili, Galeria Barberini
- Les esglésies: Església del Gesù, Basílica de Sant Joan del Laterà, Basílica de Santa Maria la Major
- Les fonts: Fontana di Trevi, la Fontana dei Quattro Fiumi de la Piazza Navona
- Els palaus: Palazzo Pamphilj
- La Vil·la Mèdici

### Roma contemporània
- El Monument de Víctor Manuel II, més conegut com la «màquina d'escriure».
- El Palau de Montecitorio, seu del Parlament italià.
- El Palau de Justícia de la Piazza Cavour.
- El barri de l'EUR.

## Patrimoni de la humanitat
El 1980, el centre històric de Roma fou declarat Patrimoni de la Humanitat per la UNESCO. El 1990 es van afegir a la declaració els béns de la Santa Seu situats a la ciutat que beneficien de drets d'extraterritorialitat.

### Béns inscrits per la UNESCO
| Codi   | Nom                                                                                         | País   | Any  | Coordenades                                                |
| ------ | ------------------------------------------------------------------------------------------- | ------ | ---- | ---------------------------------------------------------- |
| 91-001 | Centre històric de Roma                                                                     | Itàlia | 1980 | 41° 53′ 24.8″ N, 12° 29′ 32.3″ E / 41.890222°N,12.492306°E |
| 91-002 | Complex de Sant Joan del Laterà (Basílica, Palau Apostòlic, edificis annexos, Escala Santa) | Vaticà | 1990 | 41° 53′ 9.4″ N, 12° 30′ 24.1″ E / 41.885944°N,12.506694°E  |
| 91-003 | Complex de Santa Maria la Major (Basílica i edificis annexos)                               | Vaticà | 1990 | 41° 53′ 50.2″ N, 12° 29′ 56.7″ E / 41.897278°N,12.499083°E |
| 91-004 | Palazzo di San Callisto, al Trastevere                                                      | Vaticà | 1990 | 41° 53′ 22.5″ N, 12° 28′ 12.7″ E / 41.889583°N,12.470194°E |
| 91-005 | Palazzo della Cancelleria                                                                   | Vaticà | 1990 | 41° 53′ 48.4″ N, 12° 28′ 18.5″ E / 41.896778°N,12.471806°E |
| 91-006 | Palazzo di Propaganda Fide, a la Plaça d'Espanya                                            | Vaticà | 1990 | 41° 54′ 14.6″ N, 12° 29′ 1.6″ E / 41.904056°N,12.483778°E  |
| 91-007 | Palazzo Maffei (Palazzo della Pigna)                                                        | Vaticà | 1990 | 41° 53′ 49″ N, 12° 28′ 39.9″ E / 41.89694°N,12.477750°E    |
| 91-008 | Palazzo dei Convertendi                                                                     | Vaticà | 1990 | 41° 54′ 10.7″ N, 12° 27′ 38.5″ E / 41.902972°N,12.460694°E |
| 91-009 | Palazzo detto dei Propilei                                                                  | Vaticà | 1990 | 41° 54′ 9.7″ N, 12° 27′ 32.5″ E / 41.902694°N,12.459028°E  |
| 91-010 | Palazzo Pio                                                                                 | Vaticà | 1990 | 41° 54′ 10.4″ N, 12° 27′ 49.8″ E / 41.902889°N,12.463833°E |
| 91-011 | Edificis al Janícul                                                                         | Vaticà | 1990 | 41° 54′ 53.1″ N, 12° 27′ 29.6″ E / 41.914750°N,12.458222°E |
| 91-012 | Palazzo del Santo Uffizio                                                                   | Vaticà | 1990 | 41° 54′ 3.7″ N, 12° 27′ 21.9″ E / 41.901028°N,12.456083°E  |
| 91-013 | Basílica de Sant Pau Extramurs                                                              | Vaticà | 1990 | 41° 51′ 31.6″ N, 12° 28′ 34.6″ E / 41.858778°N,12.476278°E |

## Cultura

### Educació
Roma és un important centre d'educació superior. La primera universitat fou La Sapienza, fundada el 1303. Més tard es fundaren les universitats Tor Vergata el 1982, i Roma Tre el 1992. Roma també té seu a diverses universitats pontifícies com la Pontificia Università Gregoriana (la universitat jesuïta més antiga del món, fundada el 1551), o la Pontificia Università San Tommaso d'Aquino, entre d'altres. També hi ha diverses universitats privades com la LUMSA, la Università Cattolica del Sacro Cuore, la LUISS, la Libera Università degli Studi San Pio V o la Nicolau de Cusa.

### Música
Roma és un centre important per a la música. És seu de l'Accademia Nazionale di Santa Cecilia (fundada el 1585), per a la que s'ha construït en el nou Parco della Musica, un dels escenaris musicals més gran del món. Roma també té un teatre d'òpera, el Teatro dell'Opera di Roma, així com diverses institucions musicals de menor importància. La ciutat fou amfitriona del concurs d'Eurovisió de 1991 i dels premis de l'MTV Europa el 2004.

### Cinema
A Roma es troben els estudis de cinema Cinecittà, el complex de producció de cinema i televisió més gran d'Europa continental i centre del cinema a Itàlia. Aquest té una superfície de 40 hectàrees i està situat a uns 9 quilòmetres del centre de Roma. S'hi han rodat grans produccions internacionals històriques com Quo Vadis (1949), Ben Hur (1959) o Cleopatra (1963), arribant a ser coneguda com la Hollywood sul Tevere (Hollywood sobre el Tíber), clàssics de l'Spaghetti Western com Per un grapat de dòlars (1964) o Per qualche dollaro in più (1965), o produccions més recents com The Passion of the Christ de Mel Gibson o Gangs of New York de Martin Scorsese. També hi han rodat grans noms del cinema italià com Luchino Visconti, Roberto Rossellini, Vittorio de Sica o Federico Fellini.

### Llengua
La llengua original de Roma fou el llatí, que evolucionà durant l'edat mitjana en l'italià. Aquest darrer evolucionà per la confluència de diversos dialectes regionals, entre els que predominava el toscà, tot i que la població romana desenvolupà el seu propi dialecte, el romanesc. L'antic romanesco usat durant l'edat mitjana era un dialecte molt proper al napolità. La influència de la cultura florentina durant el Renaixement i la immigració de molts florentins a la ciutat va fer que el dialecte romà s'anés assemblant cada vegada més al toscà. Durant el segle xix, aquest dialecte s'expandí a altres zones del Laci i durant el segle xx, abandonà les seves formes tradicionals i mudà en el dialecte parlat a la ciutat molt proper a l'italià estàndard.

### Esport

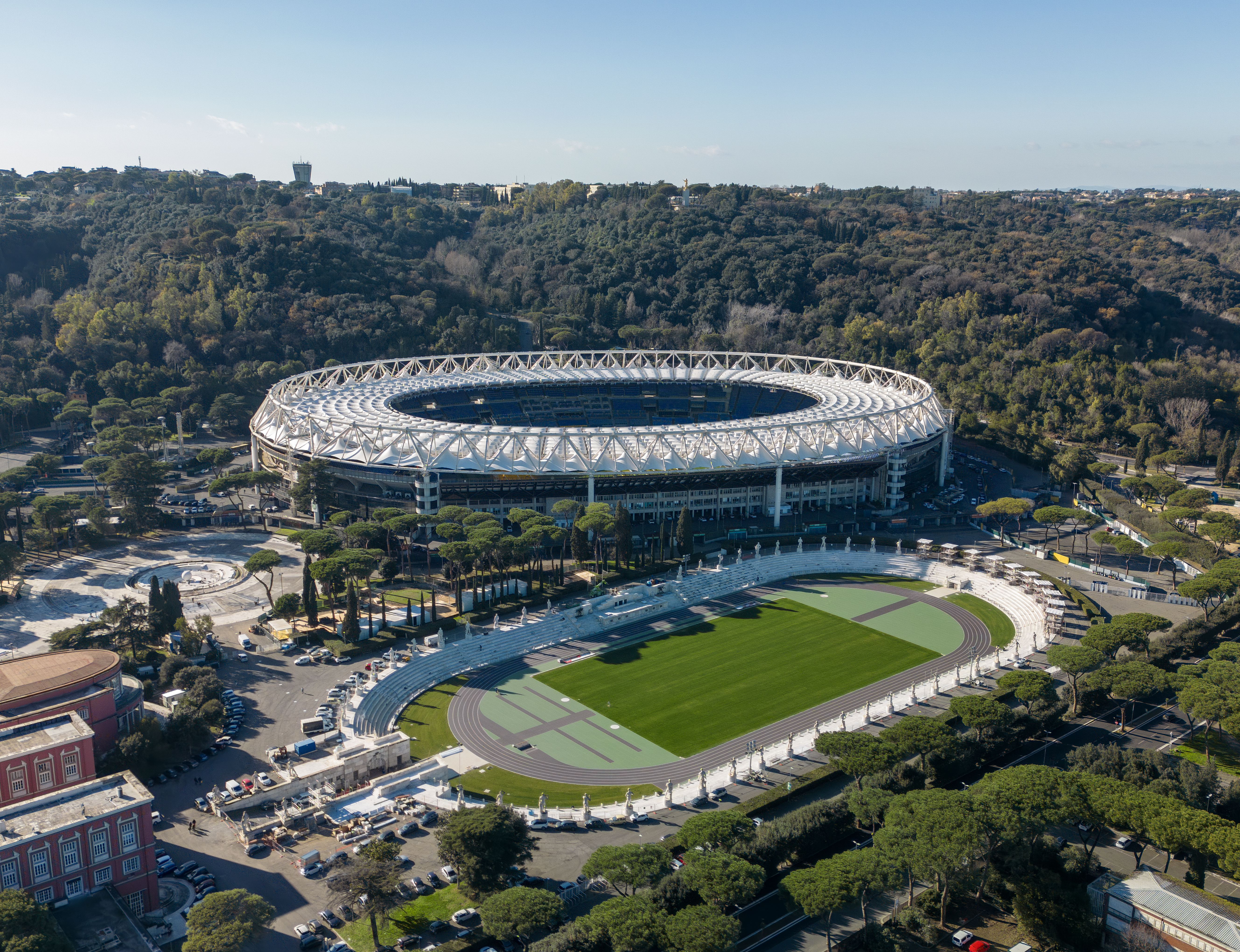
Estadi Olímpic de Roma

Roma va hostatjar els Jocs Olímpics d'Estiu de 1960 i és candidata oficial per ser seu dels Jocs Olímpics d'Estiu de 2020. El futbol és l'esport més popular a Roma, i a la resta del país. L'Estadi Olímpic fou la seu de la final de la Copa del Món de Futbol de 1990 i és l'estadi dels dos principals clubs de futbol de la ciutat, l'AS Roma i la SS Lazio, els quals mantenen una forta rivalitat esportiva. Alguns futbolistes nascuts a la ciutat tenen molts seguidors, com Francesco Totti i Daniele De Rossi.
El rugbi a 15 també és un esport molt seguit. L'Stadio Flaminio és la seu de la selecció italiana d'aquest esport, la qual participa en el Torneig de les Sis Nacions des del 2000. Alguns clubs locals són Unione Rugby Capitolina, Rugby Roma, i SS Lazio.
El mes de maig, Roma celebra l'ATP Masters Series de tennis a les pistes del Foro Italico. El ciclisme hi gaudeix de gran popularitat des del final de la Segona Guerra Mundial, amb diverses participacions de la ciutat al Giro d'Itàlia. Altres esports amb força seguidors són el basquetbol (Virtus Roma), el voleibol (M. Roma Volley), l'handbol o el waterpolo.

### Principals museus
Entre els museus romans cal citar: 
- Museus Vaticans, que inclouen els famosos frescos de la Capella Sixtina.
- Galeria Nacional d'Art Antic, amb obres de Piero della Francesca, Fra Angelico i Rafael, entre d'altres.
- Galeria Borghese, dintre de la Villa Borghese (edifici del segle xvii) amb gran col·lecció de pintura i escultura.
- Palazzo Doria-Pamphili, de la col·lecció del qual destaca el retrat d'Innocenci X de Velázquez.
- Museus Capitolins, que conserva la col·lecció d'art més antiga d'Europa. En ell es troba, entre altres notables peces, la lloba capitolina.
- Museu Nacional Etrusc, en Vila Giulia, en el qual destaca els sarcòfags etruscs.
- Galeria Nacional d'Art Modern, on es conserva una importantíssima col·lecció d'art contemporani.
- Museus de les Termes, on es conserva una importantíssima col·lecció d'antiguitats romanes.

## Economia

Seu de la FAO a Roma.

Inicialment es va desenvolupar al voltant de l'artesania i després a les administracions públiques (estatals, regionals, provincials, municipals) i les institucions paraestatals històricament presents a la ciutat, Roma té ara una economia dinàmica i diversificada, que produeix al voltant del 8% del PIB nacional i segueix creixent amb una taxa superior a la mitjana nacional, el 2005, en comparació amb un creixement nacional del 0,1%, el PIB de la ciutat de Roma està molt crescut un 4,1%, mentre que en el període 2001-2005 l'augment va ser, fins i tot, de l'onze per cent. Això va portar, naturalment, els efectes beneficiosos sobre la taxa d'ocupació, es va incrementar un 4% entre 2001 i 2005, reduir el nivell d'atur de l'11, 1% a 6,5% (sobre una mitjana nacional de 7,7%), índex entre les més baixes entre les capitals europees, superant en aquest París, Brussel·les i Viena.
Per confirmar la creixent fortalesa de la seva economia, la metròpoli Capitolina es va classificar vint-i-cinquena posició de l'European Cities Monitor 2008 (el rànquing de les millors ciutats d'Europa), fins a dues posicions en comparació amb 2007.
A més dels serveis i al voltant de la presència generada de les funcions administratives, és la construcció el sector econòmic més important de la ciutat, això ha significat, per una banda, el creixement i, sovint abusiu sense criteris als suburbis romans (que va donar lloc a la xifra «formació» de palazzinaro), i facilitat el desenvolupament d'alguns dels principals grups nacionals en el sector.
Per descomptat, el turisme és una de les parts més importants del pressupost nacional, tenint en compte la cultura de la ciutat. Fins i tot aquesta àrea està creixent ràpidament: l'any 2005 va ser al voltant de 19,5 milions d'entrades, amb un augment del 22,8% respecte a 2001.
La ciutat és també el centre de moltes institucions financeres (bancs i assegurances), els centres de producció de televisió de les empreses que operen en el món de la moda i la publicitat, i en especial la «indústria del cinema». Precisament a causa de la ciutadella de l'art de Cinecittà, on treballen les principals companyies italianes i estrangeres, i de Roma com una de les «capitals mundials del cinema».
La presència de tres universitats públiques Universitat La Sapienza, Tor Vergata i Roma Tre, juntament amb deu i privat, ha facilitat en els darrers anys el desenvolupament d'activitats relacionades amb la recerca i serveis tecnològics avançats.
Potser -inesperadament- a Roma hi ha una forta indústria de mitjanes i petites-mitjanes, que s'ha desenvolupat al voltant d'alguns pols de desenvolupament, com la via Tiburtina o Acilia. En els darrers anys, amb l'obertura del mercat de les telecomunicacions, també hi va haver un important desenvolupament de les empreses vinculades directament o indirectament a aquesta àrea que, sovint, han triat Roma per a l'establiment de les seves oficines.
Agricultura i ramaderia (cria de bestiar oví principalment) es van a perdent la seva importància connotació donada la cada vegada més procedents de zones urbanes. Però encara no és estrany trobar ramats pasturant als afores de la ciutat.

## Infraestructures i transport

### Carreteres
La ciutat és el centre d'una estructura radial de les vies de comunicació que segueixen les directrius de les antigues vies romanes que unien el Capitoli de l'antiga Roma amb tots els racons de l'Imperi (Aurelia, Cassia, Flaminia, Salaria, Nomentana, Tiburtina, Casilina, Prenestina, Anagnina, Appia, Ardeatina, Laurentina, Ostiense). A l'edat mitjana s'hi afegí la Tuscolana que anava de la Porta de San Giovanni a Túsculum, en l'actualitat anomenada Frascati. El punt de partida de les diferents vies era la milla d'or (Miliarium Aureum), monument potser de marbre o de bronze daurat, erigit al segle i per ordre de l'emperador August i que estava situat al Fòrum Romà a la vora del Temple de Saturn.
L'espai urbà, una vegada delimitat pels murs de la ciutat, es defineix ara per un gran cinturó de ronda que envolta tota la capital i que rep el nom de Grande Raccordo Anulare. Aquesta gran autopista circular permet la connexió de Roma amb les principals autopistes que uneixen el país: l'A1 (Milà-Nàpols), l'A12 (en construcció que aniria a Gènova), l'A24 fins a la regió dels Abruzzos a l'est i, finalment, l'A91 fins a Fiumicino.

### Ferrocarrils
Estant en el centre de la península, Roma és també el principal nus ferroviari del centre d'Itàlia i està connectada amb alta velocitat amb Florència i Nàpols. El sentit principal del trànsit - com a mínim al començament del camí - segueixen les vies romanes:
La línia Tirrènica (Roma-Gènova, al llarg de la Via Aurèlia); la línia cap al nord al llarg de la vall del Tíber (Roma-Florència-Bolonya), i les línies cap a l'Adriàtic (Roma-Pescara, al llarg de la Via Tiburtina, i Roma-Ancona, al llarg de la Via Flamínia), i les línies cap al sud (Roma-Nàpols, al llarg de la Via Àpia, i Roma-Caserta-Frosinone al llarg de la via Casilina). Al llarg del camí Casilina recentment ha afegit el nou ferrocarril Roma-Nàpols d'alta velocitat, inaugurat el 19 de desembre de 2005 (el primer exemple de línia d'alta velocitat a Itàlia, amb trens que poden superar els 300 km/h).
La principal estació de Roma és la de Termini (l'estació de major activitat a Itàlia, amb prop de 400.000 passatgers de trànsit diari, en el seu interior al soterrani, hi ha un centre comercial anomenat "Fòrum de Termini", amb més de 100 botigues i 180 categories). Tanmateix, els trens d'alta velocitat de Trinitalia i d'NTV (acrònim de Nuovo Trasporto Viaggiatori, també coneguda amb el nom comercial d'Italo) tenen parada també a Roma Tiburtina, la segona estació ferroviària de la capital, que està destinada a ser una estació amb nivells semblants als de Termini. La tercera estació és la de Roma Ostiense, construïda el 1938 per rebre la visita del dictador alemany Adolf Hitler. Altres estacions que tenen un paper important per als serveis de transport metropolitans i regionals són la des Roma San Pietro, Roma Trastevere, Roma Tuscolana i Roma Prenestina. L'antiga estació de Roma Casilina, tancada al públic el 2003, és utilitzada com a parada extraordinària en casos d'extrema dificultat. A més, hi ha més de 50 estacions addicionals i les parades d'autobusos utilitzades per al trànsit local.

### Aeroports
La ciutat està servida per tres aeroports: 
- Aeroport de Roma-Fiumicino, més conegut simplement com a Fiumicino, el nom del municipi on se situa. És el principal i més gran aeroport italià per a vols de passatgers, i el tercer de mercaderies i un dels més importants aeroports nodals d'Europa.
- Aeroport Internacional Giovan Batistta Pastinide, més conegut amb el nom de Roma-Ciampino, o més simplement com a Ciampino, ubicat encara al municipi de Roma, a la frontera del municipi de Ciampino. És un aeroport d'ús tant civil com militar, al llarg de la Via Àpia. Rep un gran nombre de vols de línies aèries baix cost.
- Aeroport de la ciutat, situat a la Via Salaria, a només sis quilòmetres del centre, s'utilitza com una parada turística i ha estat renovat recentment i redissenyat com heliport.
- Aeroport militar Mario di Bernardi, més comunament conegut amb el nom de Pratica di Mare per la seva proximitat a la frazione del mateix nom de la localitat de Pomezia. Està gestionat per l'Aeronautica Militare i no està obert a l'ús públic

Ja no s'utilitza l'antic aeroport Francesco Baracca, conegut amb el nom de Centocelle. Fou el primer aeroport d'Itàlia del 1909, situat a la part sud-oriental de la capital italiana al llarg de la Via Casilina. Abandonat durant molts anys, en l'actualitat està inclòs dins el Parc Arqueològic del mateix nom.
També hi ha altres aeroports a les proximitats, o a una distància no gaire gran de la capital, com són:
- Aeroport de Guidonia, intitulat a la memòria de l'aviador Alfredo Barbieri. És un aeroport militar localitzat a la localitat de Guidonia Montecello dins la ciutat metropolitana de Roma.
- Aeroport di Latina, gestionat per la força aèria però obert a l'Aeoroclub local.
- Aeroport de Viterbo, a tres quilòmetres de la ciutat homònima, destinat a ser en un futur el segon aeroport de la capital italiana en substitució del de Ciampino.

## Mobilitat Urbana
El transport públic local està format per:
- Tres línies de metro, obertes, respectivament, el 1955 (Línia B), el 1980 (Línia A) i, més recentment, el 2014, la línia C, den l'actualitat encara en procés de construcció. Les dues primeres línies fan ruta de trànsit cap al nord-oest-sud-est (línia A) i el nord-est i el sud (línia B). Actualment, la longitud total de la xarxa de metro és de 60 km. amb 74 estacions. Les dues primeres línies conflueixen en un punt, a l'Estació de Roma Termini, que és la princiopal estació ferroviària de la capital italiana. Hi havia prevista la construcció d'una quarta línia de metro (la lína D), que a agost del 2016 havia quedat suspesa.[15]

El metro està gestionat per l'ATAC, societat concessionària del transport públic de Roma: 
- Vuit línies del servei ferroviari suburbà, operats per Trenitalia i numerada de FL1 a FL8 urbà urbans. La majoria d'elles (de la 4 a la 8, incloses) passen per l'estació Termini amb l'excepció de les tres primeres que tenen com a parada d'origen i final la de Roma Tiburtina. Altres estacions principals de parada d'alguna o algunes d'aquestes línies són les de Roma Ostiense, Roma Tuscolana o Roma San Pietro.

En aquestes línies és utilitzable tot bitllet de l'ATAC en tan que és combinat amb el servei urbà de Trenitalia.
Hi ha també una línia de ferrocarril que connecta directament l'estació de Termini amb l'aeroport de Fiumicino (Leonardo Express). En aquesta línia, però, s'utilitza un bitllet específic, i més car, no compatible amb els altres.
- La Ferrovia Roma-Lido arriba a la costa d'Ostia Lido de Roma i Castel Fusano i consta de 13 parades, d'una longitud total de 28 km amb una freqüència de voltant de 90.000 passatgers diaris.
- El Roma-Giardinetti, ferrocarril de via estreta que ocupa la línia que inicialment es dirigia fins a Fiuggi. La seva estació d'origen està situada a 400 metres de la de Termini. En l'actualitat un part de les estacions són enllaç amb la nova línia C del metro romà.
- De Roma-Civita Castellana-Viterbo, o Roma nord. S'inicia a l'estació de Piazzale Flaminio i arriba a la capital de Tuscia després d'una distància de 102 km, fins a Civita Castellana i és paral·lela a la Via Flaminia. Les zones urbanes arriben a l'estació de Montebello, a prop del cementiri de Prima Porta. L'assistència diària és d'uns 90.000 passatgers. La línia és propietat de la Regió Lazio i llogada a l'ATAC que opera tant com a gestora d'infraestructures com de transport de viatgers.

Totes elles també estan gestionades per l'ATAC.

### Autobús i tramvia
El sistema de transport públic de superfície és la xarxa d'autobusos, tramvies i trolebús (en ús va tornar a 2005) administrat per l'ATAC. La celebració de transport públic municipal va néixer el 1929 com a Companyia de Tramvies i Autobusos Governació (ATAG), i va ser durant dècades l'únic gestor del sistema de transport de superfície a la ciutat, després d'haver absorbit totes les petites empreses privades que havia mantingut fins llavors el transport públic romà. En aquell moment, la mida de l'empresa i el mateix tipus d'empresa pública permet excel·lents resultats, en termes de planificació, inversió, i el manteniment i la innovació tecnològica. Després de diverses vicissituds i dificultats, i la pujada dels costos d'explotació a causa de l'expansió incontrolada de la zona urbana, l'empresa es va transformar en el 2000 en accions de la companyia. Actualment, l'ATAC opera una xarxa de transport per carretera (autobusos i troleibús) i ferro (tramvia), un total de 2.152 quilòmetres, amb 2.760 vehicles i més de 300 línies, al voltant de 5,4 milions de km/s, 932 milions de passatgers a l'any. Mapes de transport públic estan disponibles en el lloc dell'ATAC.
En l'actualitat hi ha sis línies de tramvia, la numeració de les quals no és correlativa. Les línies, a hores d'ara són les següents: 
- Linea 2: Piazza Mancini - Piazzale Flaminio.
- Linea 3: Valle Giulia - Piazzale Ostiense.
- Linea 5: Stazione Termini - Piazza dei Gerani.
- Linea 8: Piazza Venezia - Via del Casaletto.
- Linea 14: Stazione Termini - Viale Palmiro Togliatti.
- Linea 19: Piazza Risorgimento - Piazza dei Gerani.

#### La qüestió del trànsit
En els darrers decennis, el fort increment en el trànsit d'automòbils privats ha suggerit la creació d'una zona de trànsit limitat (ZTL) a la part interior del centre de la ciutat, que funciona els dies laborables entre les 6 i 18h. L'augment en el trànsit a la nit, especialment durant els caps de setmana, ha portat a la creació de zones de trànsit limitat dorment al Trastevere, Sant Llorenç i en el mateix nucli antic de la ciutat, amb plans per a l'ampliació cap al barri de Testaccio. Les places d'aparcament s'han anat convertint cada vegada més en zones d'aparcament de pagament, per tractar de posar remei d'alguna manera a la manca crònica de places d'aparcament (tot i que també hi ha alguns aparcaments subterranis actualment en construcció).
La situació del trànsit de Romà és difícil per diverses raons: 
- La insuficiència de transport públic subterrani (a causa de dificultats en l'aplicació de les excavacions tant per la conformació del territori com per la presència de nombroses restes arqueològiques, i el complex procés burocràtic necessari per poder dur a terme els projectes).
- La manca d'inversions en transport públic durant les últimes dècades.
- La major densitat de cotxes privats, amb els consegüents problemes de congestió i d'estacionament (a la ciutat hi ha al voltant d'1.950.000 vehicles).
- La conformació dels districtes creats o redissenyats en el període de postguerra, a la intensitat de l'habitatge, però amb insuficient sistema viari.
- La manca de directrius internes per a la velocitat (encara que recentment s'han obert noves vies de circulació al nord-est).
- L'alta freqüència de les manifestacions públiques de diversa índole a causa de la funció institucional i simbòlica de Roma (vagues, manifestacions, actes religiosos, visites d'estat, esdeveniments esportius o recreatius).

A partir d'abril de 2007 es va convertir en un sol nombre (el número gratuït 06 06 09) per a la connexió amb les columnes de trucades a fix dels taxis.
Alleujar els nivells de contaminació, almenys quan el poder de vigilància neblumo va informar que, a causa de la meteorologia o l'acumulació, els contaminants van sobrepassar el nivell d'alerta. Des de l'any 2001, s'ha identificat una àmplia zona (inicialment definida des del GRA i ara reduïda a l'anomenat «Cinturó Verd») en la qual està prohibida, en algunes hores o dies, l'accés dels cotxes més contaminants o de trànsit limitat. També han prohibit plaques alternes durant diverses hores un dia a la setmana. Les mesures i el perímetre de les zones en qüestió han canviat al llarg dels anys, però no són els resultats obtinguts en la reducció de la contaminació pel perímetre del cinturó verd.